# 藜麥
藜麦又稱昆诺阿藜、奎奴亚藜、奎藜，俗稱印地安麥、灰米或小小米，是苋科藜属植物，与小麦无关且不屬於穀物類，为南美洲高地特有的一年生植物。
作為人類主要糧食的穀物大多屬於禾本科，而藜麥則屬於苋科，所以被称作「準穀物」。在藜麥中完全成熟並散發出艷紅光澤的可稱為紅藜麥，為一種代替穀物的健康食品。

## 名稱
英語「quinoa」源於克丘亞語「kinwa」[kinwɑ]「金瓦」，現時英語也常常跟從读作[ˈkʻiːnw̩ɑː]「基努瓦」。古印加人把藜麥稱作chisaya mama意為「五穀之母」。「Quinoa」是克丘亞語名稱「kinwa」或「kiwna」的西班牙語轉音。
漢語「藜麥」源於本種與中國本土植物藜爲近親；「藜亚科」﹑「藜屬」的名稱也來源於此。「奎藜」的「奎」字實爲對西班牙語「quinua」或「quinoa」的誤讀，在西班牙語正字法中「qu」的發音是[k]，「u」並不發音。
也有一种说法奎藜的“奎”取义与当地印加人奎藜的故事。奎藜在quechua是来自星空上的天仙给的食品。

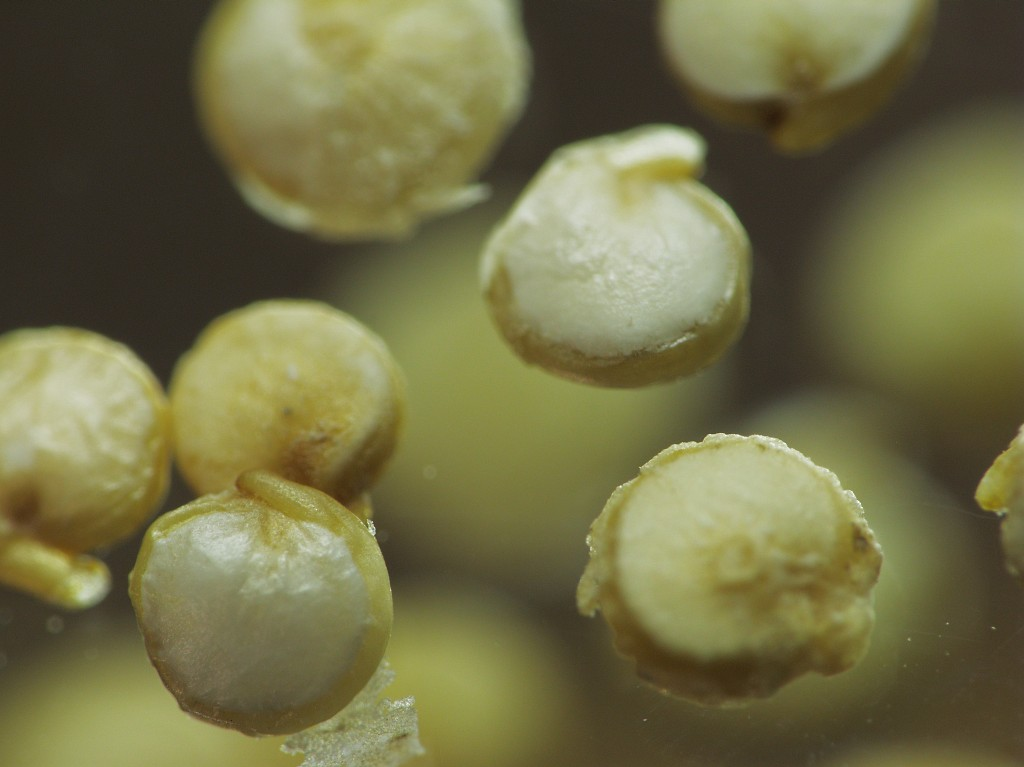
藜麥種子

## 生態習性
藜麥原产於安地斯山脈，包括現今的厄瓜多爾，玻利維亞，哥倫比亞和秘魯。適應於高海拔，在海拔4000米的高山上，藜麥能長得非常高而且強壯。現今在美國、西班牙、英國、法國、德國以及中国西北部和云南等地也有商業種植。

## 人類使用
考古證據顯示， 在5200到7000年前，非人工種植的藜麥已被用於畜牧。是南美洲最早的作物之一，約在西元前3000年至5000年就有種植這種作物的遺蹟。在智利的塔拉帕卡、卡拉马、阿里卡墓穴和秘鲁不同地区的考古中曾发现过藜麦。藜麦是一种安第斯地区植物，起源于秘鲁和玻利维亚的的喀喀湖周边地区。它曾在前哥伦布文明时期得到栽培和使用，那时是当地的一种主粮，当西班牙人到来时，藜麦在技术上已经较发达，并在印加帝国领土内外广泛分布，在西班牙人到来后，西班牙人認為這是低下的食物，且因藜麥在當地本土宗教信仰中有重要地位，因此禁止種植，以大麥和小麥所取代。
現在藜麥因為其營養價值和商業炒作，被視為一種超級食物流行於全世界。其種子含有必需的氨基酸像離胺酸和多量的鈣、磷、鐵等。收割後，種子需要處理以去除含有苦味的皂素的外層。藜麥種子的一般烹飪的方式和米相同，而且可以被使用在廣泛的菜餚中。藜麥葉子也是可以吃的葉菜，像莧菜，但藜麥植物的商業供應有限。藜麥不含麩蛋白，適合麩蛋白過敏的人食用。由于含有皂苷，味苦，所以應清洗後再食用。可以像煮大米一樣煮熟了才吃。或是泡水發芽後如早餐麥片般食用。
現在藜麥的主產地在南美洲的秘魯、玻利維亞、厄瓜多爾，每年大約98%藜麥用於供應歐美國家。外銷造成的價格上漲，其價格甚至可達到稻米的四倍、雞肉的兩倍，使生產地以藜麥為主食的人無法負擔其價格。在藜麥的原產地，除了藜麥之外少有其他作物可以適應當地的氣候和土壤，因此藜麥的供不應求引發了糧食安全的疑慮。

### 国际藜麦年
联合国大会宣布2013年为“国际藜麦年 （页面存档备份，存于）”，对安第斯山区人民通过与自然和睦相处的知识和经验、将藜麦作为今世后代的食物而传承下来的这一古老实践予以承认。其目的就是引起世界对藜麦在提供粮食安全和营养方面所起的作用的注意。
联合国粮食及农业组织为该国际年提供秘书处服务。玻利维亚履行协调委员会主席职务，厄瓜多尔、秘鲁和智利为副主席，阿根廷和法国则负责报告起草。

## 種植

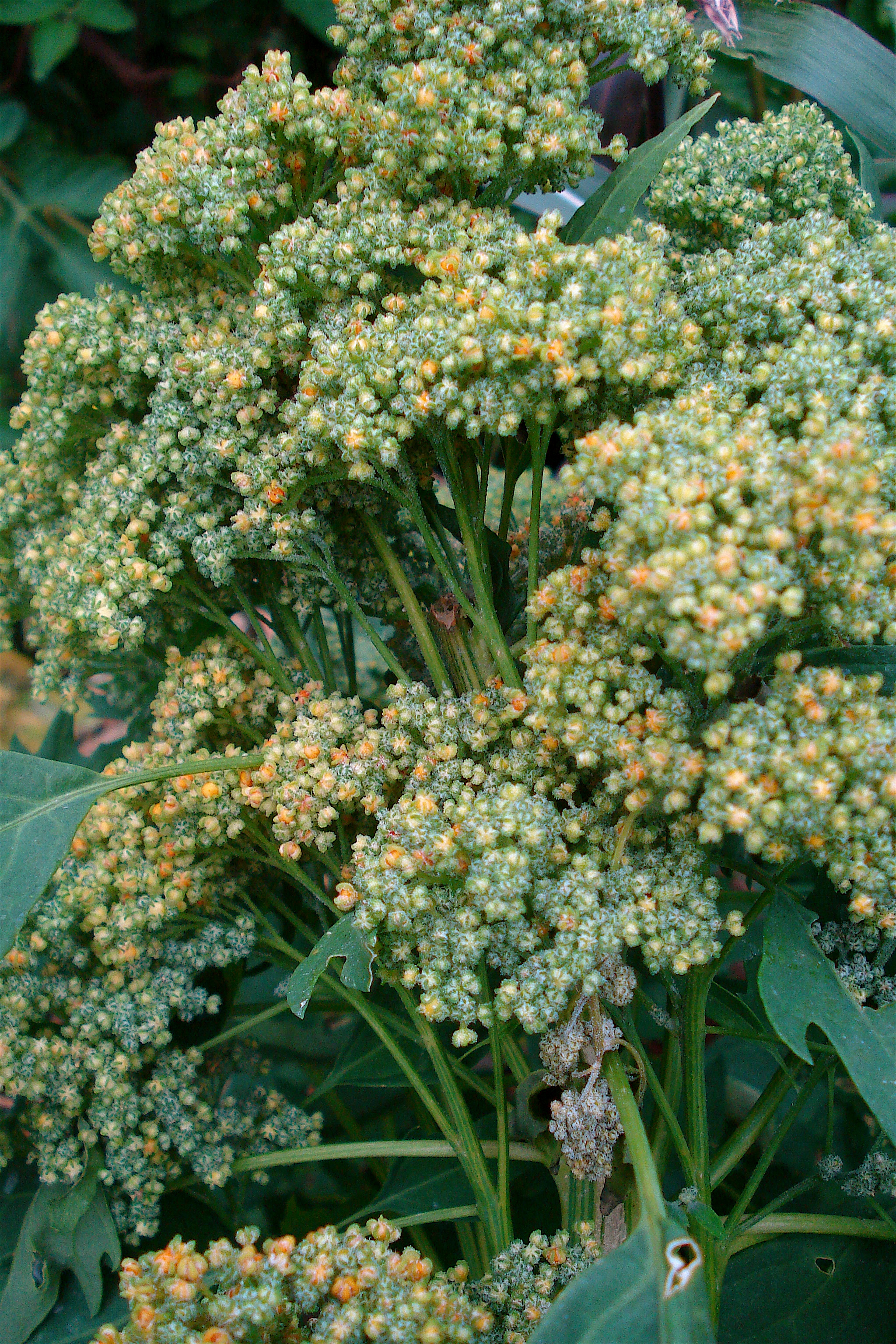
Quinoa plant before flowering

藜麥是一種一年一收的草本植物。其高度根據不同種類可達到三米。藜麥的主幹粗並呈柱形，或筆直或分枝有葉。葉子或呈尖狀或呈三角狀。主幹與葉子在老去的過程中都從綠色漸變成黃色、紅色、或者黑色。藜麥的花細小無花瓣，大多為雙性或雌性，並且自我傳粉。藜麥的種子約有2毫米長，可呈白色、紅色、紫色、棕色或黑色。它有強大蔓延的根，可達到30厘米。
藜麥抗寒抵鹽，可以生在在營養極低的土壤裡，所以被廣泛應用到人口食品保障的項目中。

## 爭議

### 是否符合犹太教教规问题
藜麦由于可以替代在逾越节时禁止食用的有叶粮食，日益受到犹太人群体的青睐。但几家对符合犹太教教规的食物进行认证的机构认为它与那些禁止食用的粮食过于相像，并且担心藜麦产品被临近田地的禁止使用的粮食污染，因此拒绝认定藜麦符合犹太教教规。

### 品種多樣性
由於國外消費者喜歡顏色較白外形籽粒較大的藜麥，所以原產地大多種植“real”品種，以討好國外購買者的愛好，但是还有很多外形一般、營養价值高的優秀品種尚未被世界充分認識。同時，連年的種植，使原產地原本貧瘠的土地肥力下降很快，影響到藜麥的內在品質。這些都是原產地亟待解決的問題。

### 全球化經濟幫助農民
藜麥在原產地南美洲原本是價格低廉的國民主食，在發達大國提倡有機養生食物的宣傳下（代表人物為企業家大衛·庫薩克David Cusack和史蒂芬·格蘭及唐·麥凱來），藜麥在原產地的價格從1970年起上漲和大量出口。這讓貧窮農民的收入增加，生活大幅改善。

## 相关照片

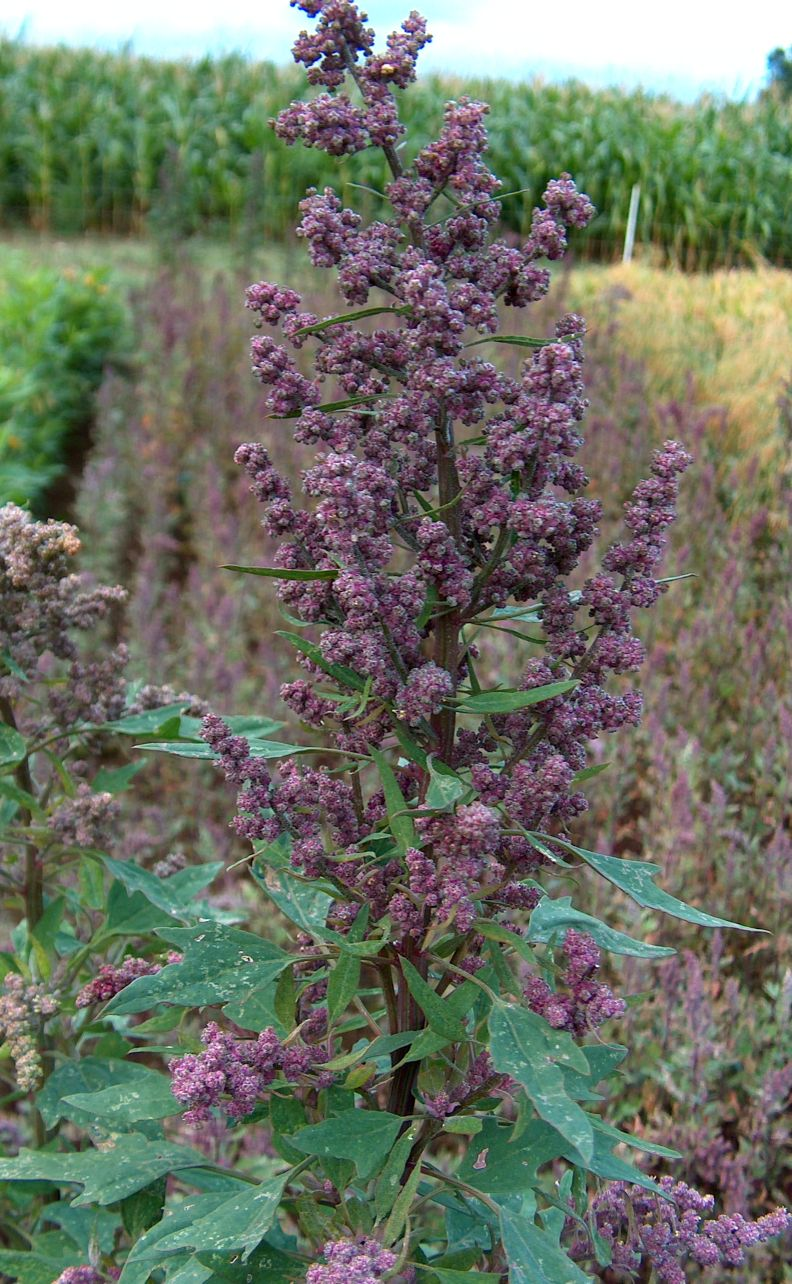
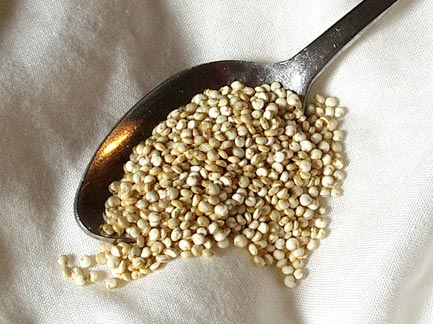
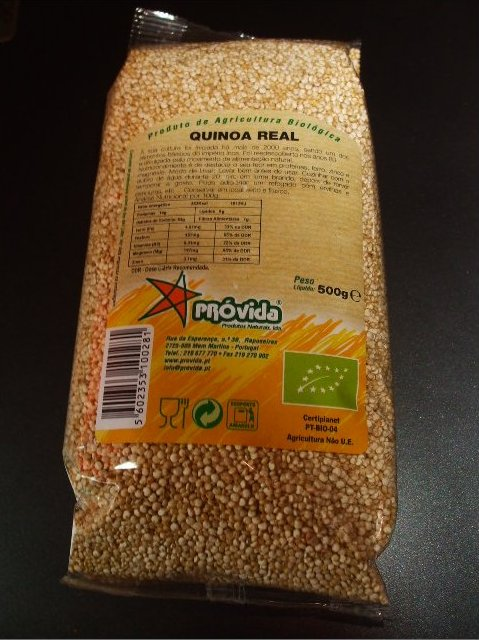
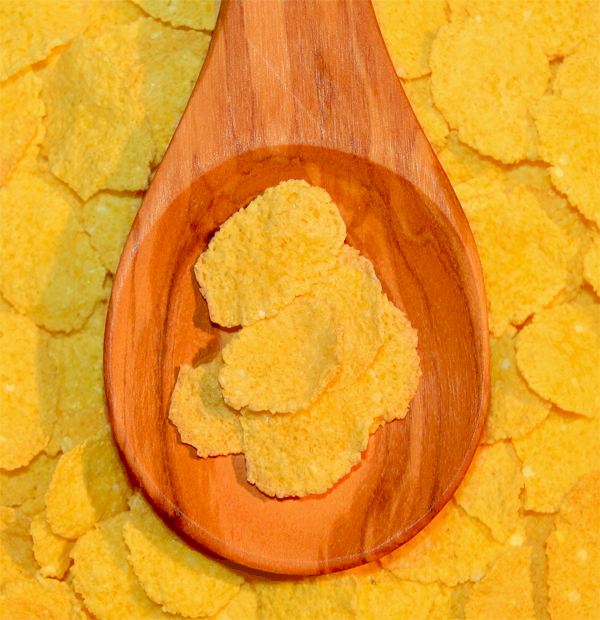
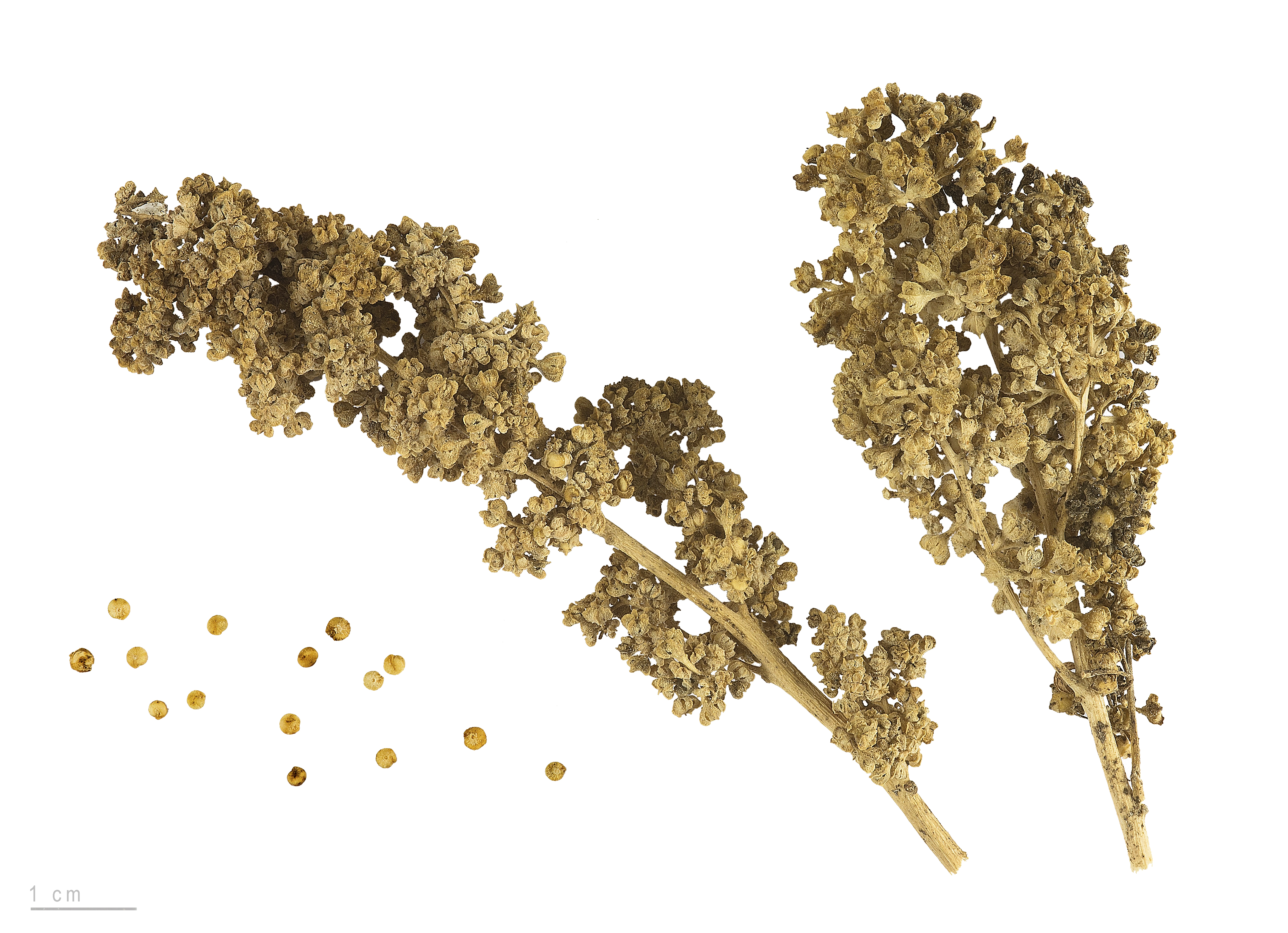
Chenopodium quinoa -red faro- - Museum specimen
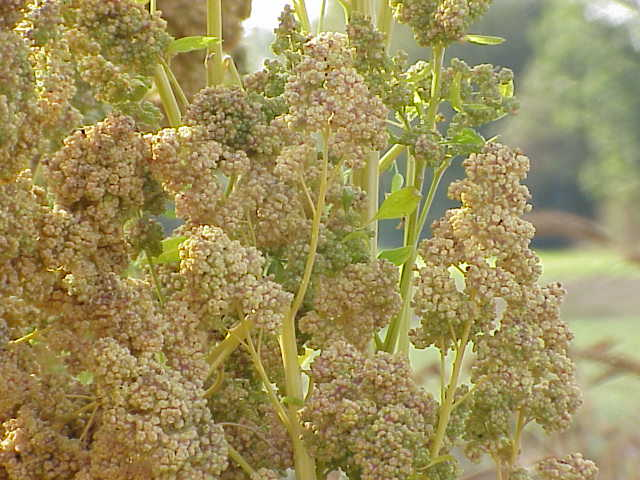
藜麥的種子
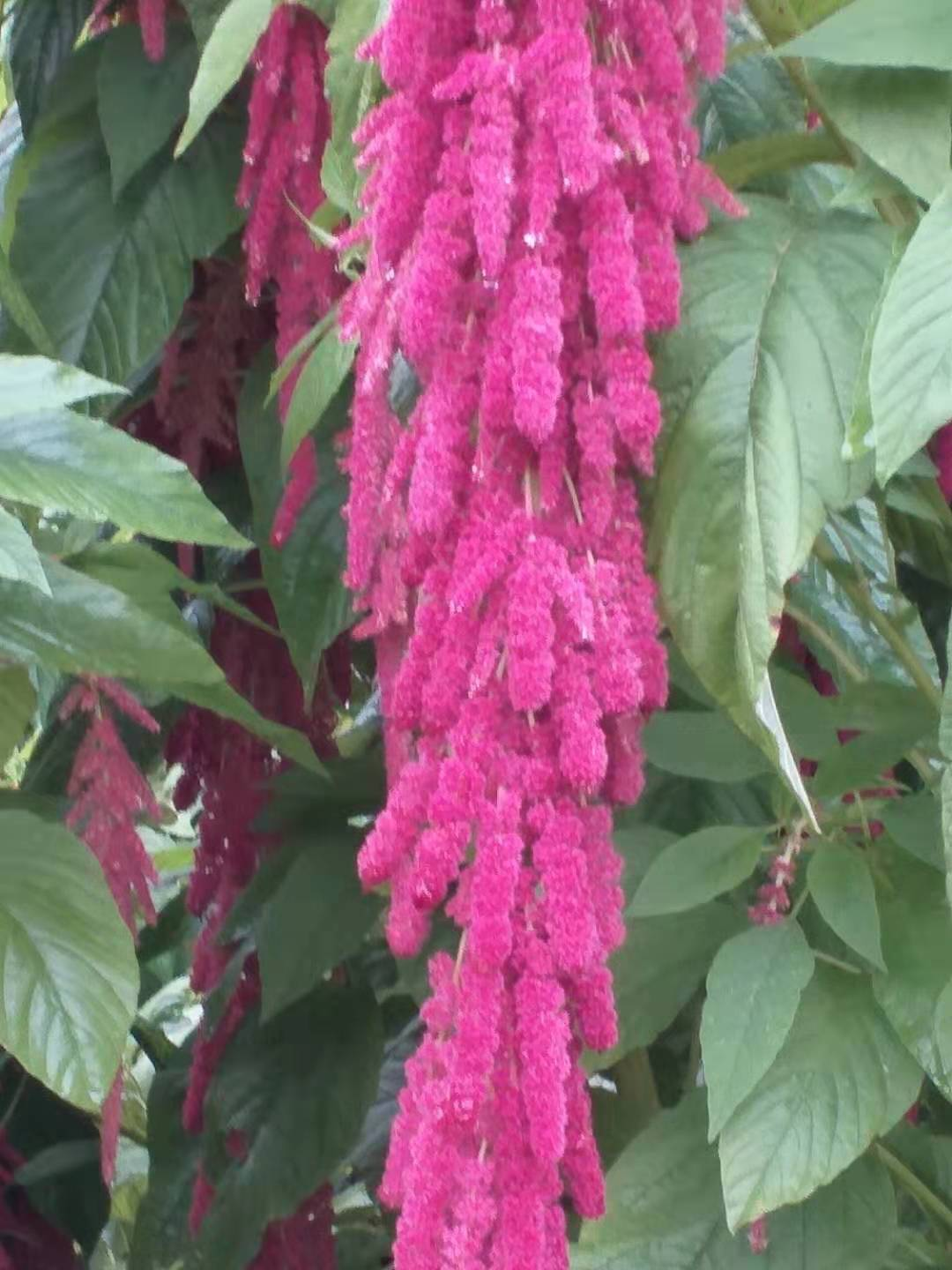
雲南種植的紫色藜麥

## 註释
1. ↑  钱建亚,Manfred Kuhn.苋菜籽和昆诺阿藜籽的营养和利用[J].西部粮油科技, 1999, 24(1):6.DOI:10.3969/j.issn.1007-6395.1999.01.013.
2. ↑  王艳杰,常旭虹,王德梅,等.漫话农作物(三)——藜麦,大豆,油菜,向日葵,花生[J].中国种业, 2021, 000(006):121-128.
3. ↑  英語對音節的區分不及克丘亞語嚴格，前音節的韻尾會影響到後一音節；克丘亞語則遵循嚴格地CVC結構。
4. ↑  Kolata, Alan L.  (PDF). Quinoa: Production, Consumption and Social Value in Historical Context. Department of Anthropology, The University of Chicago. 2009  [2013-08-01]. （原始内容存档 (PDF)于2012-04-12）.
5. ↑  Keppel, Stephen. . ABC Univision. March 4, 2012  [16 March 2013]. （原始内容存档于2020-04-20）.
6. ↑  Popenoe, Hugh. . Washington, D.C.: National Academy Press. 1989: 149. ISBN 0-309-04264-X.
7. ↑  Gade, Daniel W. . Madison: University of Wisconsin Press. 1999: 206. ISBN 0-299-16124-2.
8. ↑  Bailey, Garrick Alan; Peoples, James. . Belmont, CA: Wadsworth Cengage Learning. 2009: 120. ISBN 0-495-50874-8.
9. ↑  Tom Philpott. . Mother Jones.   [2013-11-24]. （原始内容存档于2017-05-29）.
10. ↑  .   [2013-11-24]. （原始内容存档于2013-04-11）.